# Hambræus
Hambræus, även skrivet Hambraeus, är ett svenskt efternamn som den 31 december 2014 bars av 73 personer i Sverige.
Det finns flera släkter med detta namn och i förgreningar ur en av dessa förekommer även namnet Hambrée (Hambré).

## Hambræus från Hälsingland
I detta fall har namnet antagits efter Hamre i Norrala socken i Hälsingland. Det var sönerna till gästgivaren Olof Hansson (1678–1729) som antog namnet efter faderns födelseort.

### Stamtavla över kända medlemmar
- Hans Hansson, bonde i Hamre, Norrala 
  - Olof Hansson (1678–1729), gästgivare i Sund, Norrala
    - Per Hambræus (1716–84), prost i Enångers församling (Gävl) 
      - Olof Hambræus (1749–1833), präst, riksdagsman
      - Lars Hambræus (1750–1810), präst, riksdagsman 
        - Lars Hambræus (1792–1859), landssekreteraren i Visby  
          - Johan Hambræus (1829–1902), landssekreterare

      - Michael Hambrée (1754–1819), häradshövding, grosshandlare 
        - Alexander Hambré (1790–1818), målare, tecknare och arkitekt

      - Per Hambræus (1758–1839), kammarråd
      - Johan Hambræus (1762–1837), grosshandlare

    - Michael Hambræus (1718–1788), länsman i Norrala
      - En dotter, gift med Sven Nordväger, präst
        - Carl Per Michael Hambré (1785–1824), grosshandlare, Stockholm

    - Olof Hambræus (1722–1784), borgmästare i Söderhamn, riksdagsman 
      - Olof Hambræus (1761–1841), borgmästare i Söderhamn (efter fadern), riksdagsman

## Hambræus från Uppland
Slottsvaktdrängen i Uppsala Petter Hambræus (1775–1814) var släktens förste bärare av namnet i denna släkt. Han var son till kyrkvärden Jan Persson i Hammarby i Bondkyrka socken i närheten av Uppsala i Uppland.

### Stamtavla över kända medlemmar
- Jan Persson (1736–1794), bonde och kyrkvärd
  - Petter (Pehr) Hambræus (1775–1814), slottsvaktdräng
    - Clas Ullrik Hambræus (1807- ), slottsvaktdräng
      - Per Gustaf Hambræus (1836–1921), skollärare, klockare
        - Axel Edvard Hambræus (1859–1916), kompositör, organist, klockare
          - Axel Hambraeus (1890–1983), präst, kompositör, författare
            - Gunnar Hambraeus (1919–2019), ingenjör
            - Olof Hambraeus (1926–2005), präst, gift med Birgitta Hambraeus

          - Ragnar Hambræus (1891–1971), bankdirektör
          - Elisabeth Hambræus (1892–1958), en tid gift med Jakob Möllerström, med dr
            - Bengt Hambraeus (1928–2000), tonsättare, professor m m

          - Magnus Hambræus (1895–1979), läkare
            - Lars Hambræus (1925–2014), läkare, gift med Eva Hambræus, sophiasyster
              - Helena Hambræus Victorson (född 1952), arkitekt SAR, gift med Mats Victorson, arkitekt SAR
              - Maria Hambræus (född 1954), Civ.ing, varit gift med Håkan Rollsjö, Civil jägmästare
              - Magnus Hambræus (född 1957) Civ.ing, gift med Charlotta Lenke, lärare
              - Johan Hambræus (född 1959) läkare, varit gift med Anna Forsberg, läkare

            - Göran Hambræus (1929–2014), läkare
              - Ulf Hambræus (född 1966), TV-journalist

            - Leif Hambraeus (född 1936), läkare
              - Joakim Hambraeus (född 1969), läkare, gift med Kristna Hambraeus, läkare

## Utan känt samband med angivna släkter
- Nicolaus Olai Hambræus (död 1696), var en svensk kyrkoman och riksdagsman, född i Hälsingland
- Jonas Hambraeus (1588–1671), orientalist, född i Hamre by i Bollnäs socken